# Asher Bishop
Asher Bishop (* 25. April 2008) ist ein US-amerikanischer Schauspieler und Synchronsprecher.

## Leben
Bishop kam im Jahr 2008 zur Welt. Als Synchronsprecher lieh er unter anderem Scott aus dem Animationsfilm Angry Birds 2 – Der Film seine Stimme. Weiterhin lieh er die Stimme von Oscar aus der Animationsserie Summer Camp Island.
Ab der Folge 4.43a aus der Zeichentrickserie Willkommen bei den Louds löste er den Kinderdarsteller Tex Hammond ab und ist somit der vierte Synchronsprecher des Lincoln Loud.

## Synchronisation
- 2019: Angry Birds 2 – Der Film
- 2019–2020: Summer Camp Island
- seit 2020: Willkommen bei den Louds (Ab Folge 4.43a)
- 2021: Willkommen bei den Louds – Der Film